# Käthe Schirmacher
Käthe Schirmacher (Gdańsk, 6 d'agost de 1865-Meran, 18 de novembre de 1930) va ser una escriptora, periodista i activista política alemanya capdavantera en la defensa dels drets de les dones i la internacionalització d'aquesta causa a la dècada del 1890.

## Biografia
El seu pare era un ric comerciant, però la fortuna familiar va quedar en no res la dècada de 1870, quan ella era molt jove. Va ser una de les primeres dones d'Alemanya que va obtenir un doctorat després d'estudiar a La Sorbona entre la tardor de 1893 i la primavera de 1895. El doctorat va ser en estudis romànics a Zúric, amb Heinrich Morf com a professor tutor. Era homosexual i va tenir diverses parelles, la relació més llarga va ser amb Margarethe Böhm.
El 1899, Schirmacher va participar en la fundació de l'Associació per a l'Organització de Dones Progressistes de Berlín. El 1904 també va estar implicada en l'Aliança Internacional de Dones. Durant aquest període entre els anys 1890 i principis del 1900 Schirmacher va viatjar per Europa i els Estats Units donant conferències sobre la cultura alemanya i les qüestions de les dones. Una de les coses que Schirmacher va escriure i va difondre va ser la idea de la "dona moderna". En les seves conferències i en la seva escriptura personal, va expressar els trets necessaris per a ser una dona moderna, que va deixar escrits en Die moderne Frauenbewegung (1909). En primer lloc, defensava que en l'educació i la instrucció les dones poden gaudir de les mateixes oportunitats que els homes. També sostenia que en el camp del treball les dones haurien de tenir la llibertat de triar qualsevol ocupació i ser compensades igual que qualsevol home. En tercer lloc deia que haurien de tenir un estatus jurídic complet davant la llei i la plena capacitat civil. Finalment, demanava el reconeixement de la tasca de les dones tant a casa com a la feina. Aquestes eren posicions extremes per al seu temps, però el 1904 Schirmacher va girar cap a cercles encara més extrems d'ideologia política i va començar a expressar sentiments nacionalistes. Va ser aquest mateix any en què Schirmacher va començar a trencar els lligams amb els grups que tendien a l'esquerra que havia fundat, liderat i organitzat. El 1913, amb la perspectiva de la guerra i l'onada de nacionalisme que impactava a Europa occidental, Schirmacher va trencar completament les seves relacions amb aquestes organitzacions de dones.
En l'esclat de la Primera Guerra Mundial Schirmacher va participar en la redacció i publicació de la propaganda alemanya principalment en forma de fulletons distribuïts a Alemanya i també a França. Després de la guerra va estar implicada en el Partit Nacional del Poble d'Alemanya on defensava i difonia opinions nacionalistes excloents i antisemites.